# Campo di sterminio di Birkenau
Il campo di sterminio di Birkenau (Auschwitz II) fu uno dei tre campi principali che formavano il complesso concentrazionario situato nelle vicinanze di Auschwitz (in polacco Oświęcim), in Polonia. Facevano parte del complesso, oltre al campo di Birkenau e quello principale di Auschwitz (Auschwitz I), anche il campo di lavoro di Monowitz (Auschwitz III), situato a Monowitz (in polacco Monowice) e altri 45 sottocampi costruiti durante l'occupazione nazista della Polonia.

## Il campo

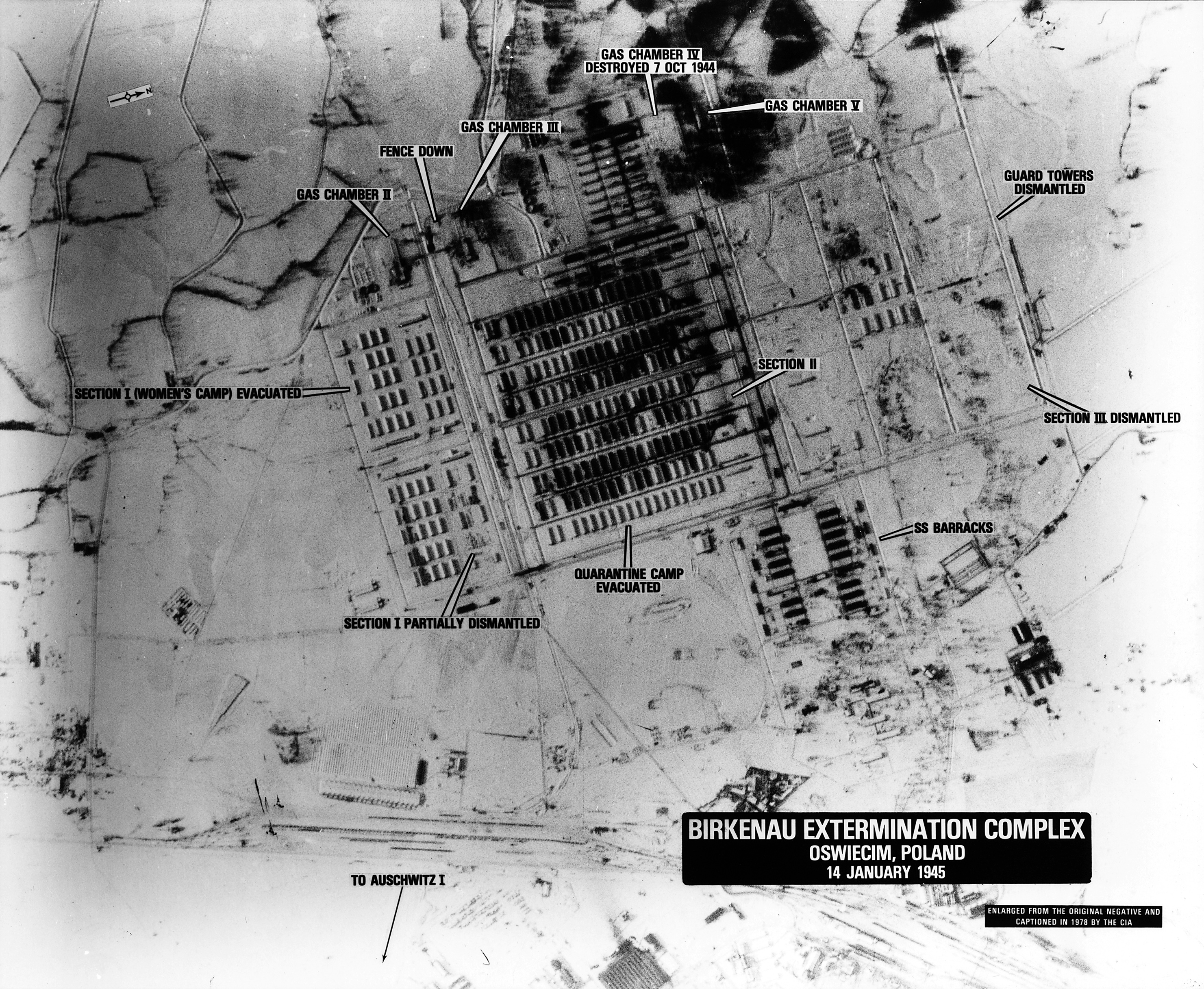
Fotografia aerea del campo di Birkenau scattata il 14 gennaio 1945, tre giorni prima dell'evacuazione ordinata da Himmler

Era il Vernichtungslager (campo di sterminio) del complesso. Era l'immenso lager nel quale persero la vita oltre un milione e centomila persone, in stragrande maggioranza ebrei, sovietici, polacchi e zingari. Le vittime erano condotte alle camere a gas immediatamente dopo la tipica selezione degli inabili al lavoro agli arrivi dei convogli. Esiste una straordinaria documentazione fotografica delle procedure di selezione all'arrivo dei treni dei deportati all'interno del campo di Birkenau, data dal cosiddetto Auschwitz Album, una serie di circa 200 fotografie scattate da un militare SS nel maggio-giugno 1944 e oggi conservate all'Istituto Yad Vashem.
Birkenau era inoltre il più esteso Konzentrationslager dell'intero universo concentrazionario nazista e arrivò a contare fino a oltre 100 000 prigionieri contemporaneamente presenti. Era dotato di quattro grandi crematori e di «roghi», fosse ardenti ininterrottamente giorno e notte, usate per l'eccedenza delle vittime che non si riusciva a smaltire nonostante le pur notevoli capacità distruttive delle installazioni di sterminio. Gli internati, reclusi separatamente in diversi settori maschili e femminili, erano utilizzati per il lavoro coatto o vi risiedevano temporaneamente in attesa di trasferimento verso altri campi. Il campo, situato nell'omonimo villaggio di Brzezinka, distava circa tre chilometri dal campo principale e fu operativo dall'8 ottobre 1941.

## La funzione del campo

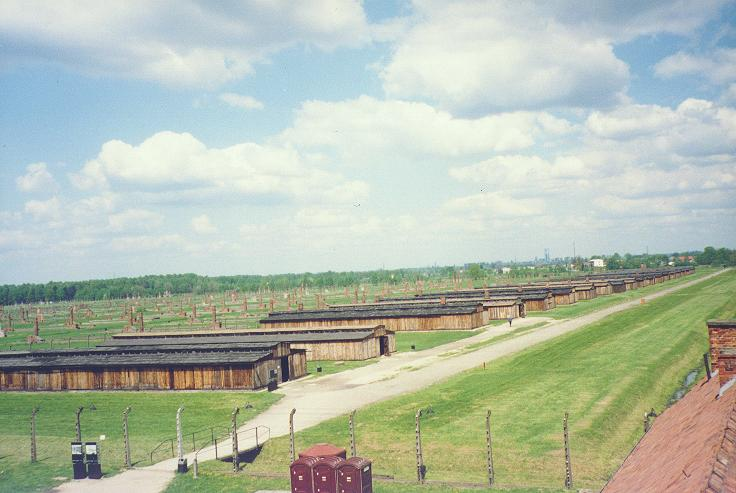
Le baracche di Birkenau, come apparivano nel 2001

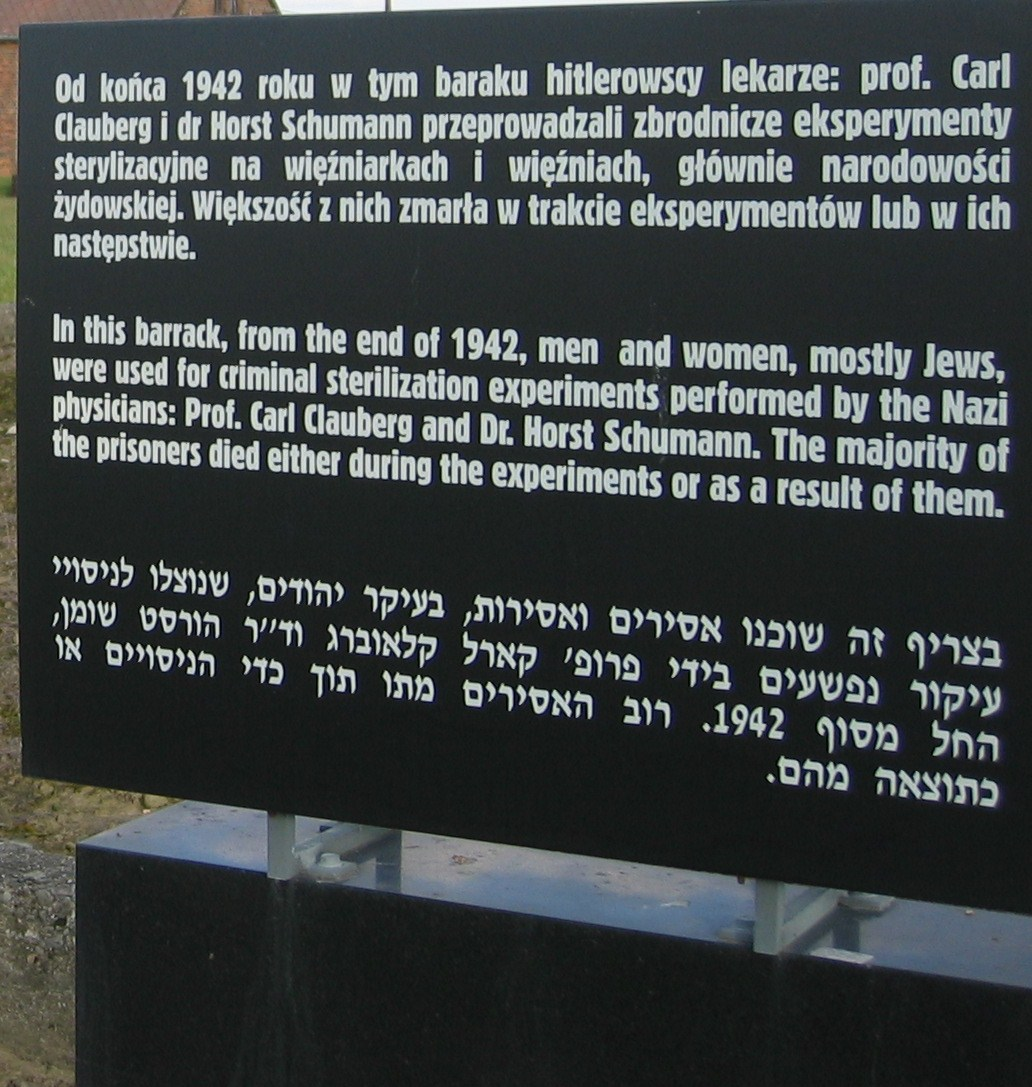
Targa commemorativa della baracca nel campo ove venivano condotti esperimenti su cavie umane che recita: «In questa baracca, dalla fine del 1942, uomini e donne, quasi tutti ebrei, furono sottoposti a esperimenti criminali di sterilizzazione condotti da medici nazisti: il prof. Carl Clauberg e il dottor Horst Schumann. La maggioranza dei prigionieri morì o durante gli esperimenti o per le loro conseguenze.»

Birkenau fu concepito inizialmente, secondo i piani di Heinrich Himmler del marzo 1941, come campo per i prigionieri di guerra sovietici. Il campo di Birkenau fu il principale campo di sterminio del complesso concentrazionario di Auschwitz. Qui furono imprigionate parecchie centinaia di migliaia di deportati, in diversi sottocampi, e trovarono la morte circa 1,1 milioni di persone.
Il complesso di Birkenau divenne operativo il 7 ottobre 1941, inizialmente appunto come campo per i prigionieri di guerra sovietici catturati in grande numero durante le prime fasi dell'invasione tedesca. Degli oltre 13 000 deportati sovietici solo 92 erano ancora vivi il 27 gennaio 1945 alla liberazione del campo.
Il campo fu installato presso la cittadina di Brzezinka (in tedesco Birkenau), a circa 3 km dal campo di Auschwitz I. Il luogo fu selezionato per la vicinanza della linea ferroviaria che avrebbe semplificato le operazioni logistiche per le previste grandi deportazioni successive. Successivamente il campo fu utilizzato come strumento principale di sterminio nel contesto della soluzione finale della questione ebraica.
Quando il campo fu costruito, furono distrutte le abitazioni di alcuni abitanti del luogo per ricavarne materiale da costruzione. Le dimensioni del campo erano di circa 2,5 km per 2 km ed era circondato da filo spinato elettrificato usato da alcuni prigionieri, stremati dalle impossibili condizioni di vita – addirittura peggiori di quelle di Auschwitz e di Monowitz -, per suicidarsi (nel gergo del campo: «andare al filo»). Il modo migliore per percepire l'impressionante vastità del campo di sterminio è quello di fare a piedi il percorso che dall'ingresso principale e costeggiando per più di un chilometro i binari ferroviari porta fino al monumento alla memoria delle vittime, posto nella zona dei forni crematori. Voltandosi indietro si vede appena in lontananza la costruzione dell'ingresso.

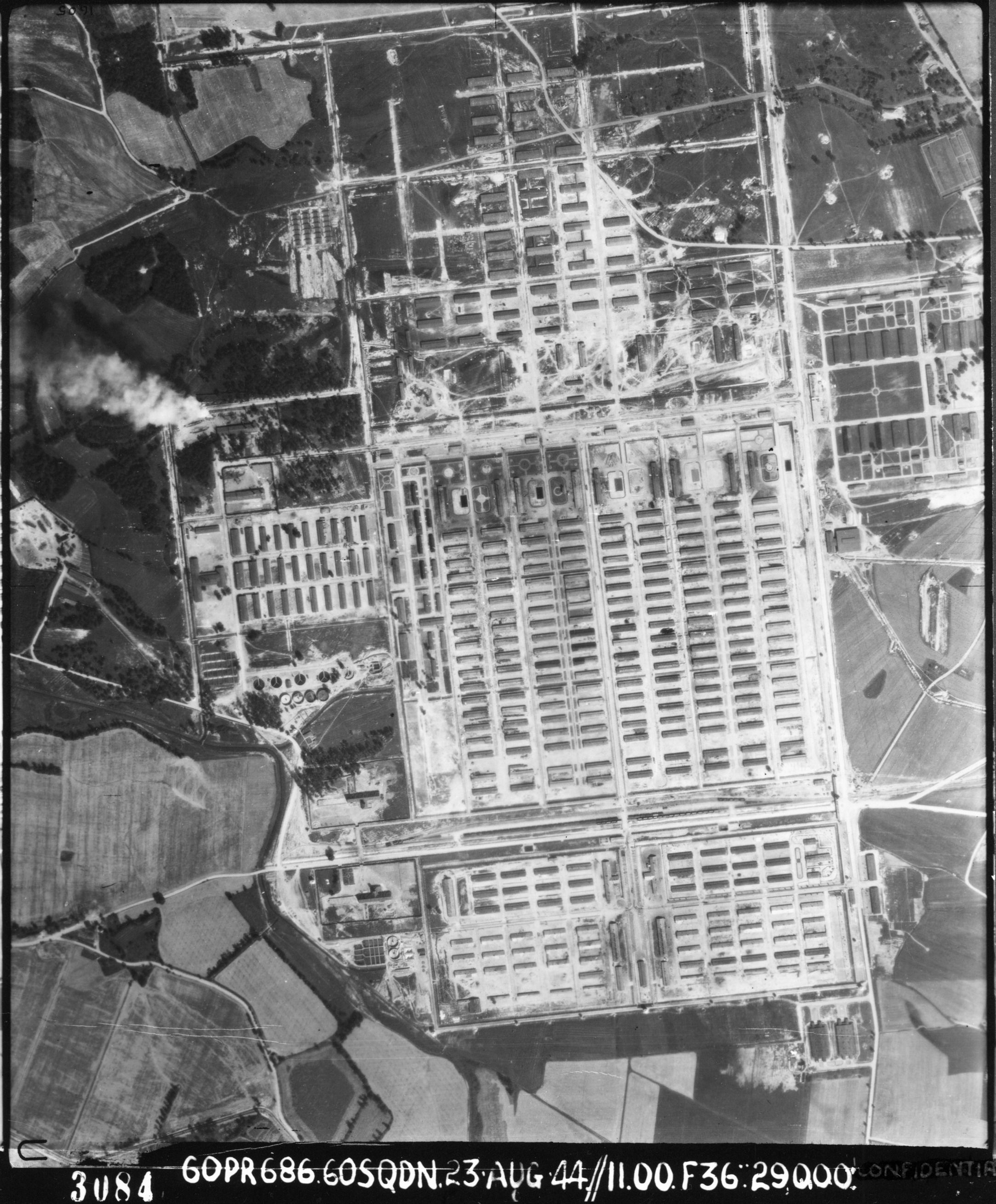
Auschwitz II, 1944, foto aerea di ricognizione della Royal Air Force. È chiaramente visibile il fumo del forno crematorio

Il campo arrivò a contenere fino a 100 000 persone internate in diversi settori, completamente separati tra loro e senza nessuna possibilità di comunicazione tra un campo e l'altro:
- Settore BIa, campo femminile – Dall'agosto 1942, vennero internate in questo settore donne ebree e non ebree deportate da diverse nazioni insieme ai loro figli. Nel luglio 1943, con l'arrivo di sempre nuovi trasporti il campo fu ampliato fino a occupare il settore BIb che precedentemente era occupato dal campo maschile. Nel novembre 1944 il campo fu liquidato, alcune donne e bambini furono trasferite al settore BIIe, le altre "abili al lavoro" al settore BIIb.
- Settore BIb – Dal marzo 1942 furono internati in questo settore uomini ebrei e non ebrei deportati da diverse nazioni. Nel luglio 1943, gli uomini furono trasferiti al settore BIId a causa della necessità di ampliare il settore femminile contiguo (settore BIa).
- Settore BIIa, campo di quarantena o Quarantänelager – Dall'agosto 1943 al novembre 1944 in questo settore furono rinchiusi uomini ebrei e non ebrei durante il periodo di quarantena, necessario a identificare coloro che avrebbero potuto essere affetti da malattie contagiose. Il campo di quarantena era inoltre utilizzato dalle autorità del campo, per "iniziare" gli internati alla dura vita del campo, terrorizzandoli, e abituarli all'obbedienza indiscussa di ogni ordine impartito. A partire dall'aprile 1944 in alcune baracche furono trasferiti alcuni uomini e donne ammalati, rigidamente segregati, da altri settori del campo.
- Settore BIIb, campo per le famiglie di Terezín a Auschwitz-Birkenau o Familienlager Theresienstadt – Questo settore fu occupato da famiglie ebree provenienti dal campo di concentramento di Theresienstadt dal settembre 1943 al luglio 1944 quando le famiglie furono sterminate. Successivamente il campo fu occupato da donne polacche provenienti dai rastrellamenti seguiti all'insurrezione di Varsavia. Il settore, nel novembre 1944 fu inoltre occupato dalle poche scampate alla liquidazione del settore BIa.
- Settore BIIc, campo di transito o Durchgangslager – In questo settore dal maggio 1944 al novembre 1944, trovarono temporanea collocazione le donne ebree provenienti dall'Ungheria in previsione di essere inviate al lavoro presso altri settori di Auschwitz o altri campi. Le donne rinchiuse nel settore non furono registrate sui registri ufficiali del campo per essere poi mandate al lavoro oppure, in molti casi, alla morte senza lasciare traccia. A partire dall'ottobre 1944 questo settore fu occupato anche dalle poche donne scampate alla liquidazione del settore BIII (Mexico).
- Settore BIId, campo maschile o Männerlager – Dal novembre 1943 al gennaio 1945 fu il principale campo maschile (per ebrei e non ebrei) di Birkenau.
- Settore BIIe, campo per famiglie zingare o Familienzigeunerlager – Dal febbraio 1943 all'agosto 1944 fu il campo di internamento per le famiglie zingare deportate. In questo settore le continue epidemie e le condizioni alimentari e igieniche inesistenti compirono una terribile falcidia; i pochi sopravvissuti furono inviati alle camere a gas nell'agosto 1944. A partire dal maggio 1944, alcuni uomini ebrei furono rinchiusi in baracche isolate del settore, come riserva di manodopera, in maniera simile a quello che avvenne per le donne nel settore BIIc (Durchgangslager).
- Settore BIIf, ospedale o Häftlingskrankenbau (chiamato dai deportati anche Ka-Be. Per esempio Primo Levi) – A partire dal luglio 1943 fino al gennaio 1945 fu l'ospedale per i prigionieri maschi, spesso chiamato anticamera del crematorio a causa dell'elevatissimo numero di ammalati che morivano per le selezioni periodiche e le inesistenti cure sanitarie. Nell'ospedale furono pure portati a termine "esperimenti medici" su cavie umane da parte del personale medico delle SS.
- Settore BIIg, deposito (Effektenlager) o Kanada – il settore, operativo dal dicembre 1943, era destinato allo stoccaggio e al successivo invio in Germania dei beni di proprietà dei deportati. Nel gennaio 1945, durante l'abbandono del campo, le SS cercarono di nascondere le tracce dei loro crimini bruciando le baracche del Kanada.
- Settore BIII, campo di transito (Durchgangslager) o Mexico – La costruzione del settore iniziò alla fine del 1943 e proseguì fino all'aprile 1944 anche se non fu mai completata. Almeno 10 000 internate ebree furono rinchiuse nel campo incompleto dal giugno 1944 al novembre dello stesso anno spesso senza neppure un ricovero, in terribili condizioni. Molte furono selezionate per l'invio alle camere a gas, altre trasferite nel settore BIIc (ottobre 1944), altre ancora trasferite presso altri campi. Nel novembre 1944 le autorità del campo decisero lo smantellamento del settore: i materiali recuperati furono inviati presso il campo di concentramento di Gross-Rosen.

Lo scopo primario del campo era l'eliminazione di massa. Vi si trovavano 4 camere a gas con annessi crematori. L'eliminazione iniziò nella primavera del 1942.

## Le visite storiche

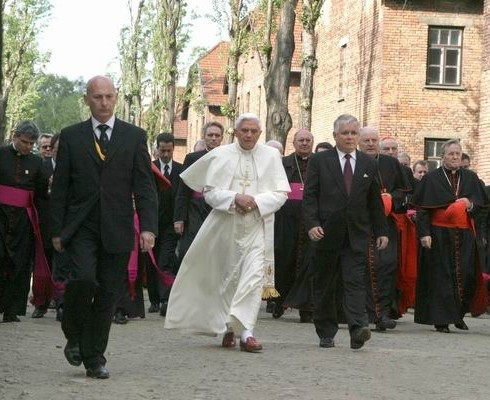
Benedetto XVI ad Auschwitz

Il campo di concentramento oltre a essere costantemente visitato da turisti da ogni parte del mondo, è stato anche un luogo di visita di personaggi celebri. Negli ultimi decenni, il campo è stato visitato da due papi. Il primo a varcare il cancello fu papa Giovanni Paolo II durante il suo primo viaggio da papa in Polonia il 7 giugno 1979. Durante quella visita il pontefice pregò all'interno della cella dove fu prigioniero Massimiliano Kolbe. Il secondo papa ad aver fatto visita al campo di concentramento, fu papa Benedetto XVI durante l'ultimo giorno del suo primo viaggio apostolico in terra polacca il 28 maggio 2006. Anche lui come Giovanni Paolo II pregò nella cella di Massimiliano Kolbe e dopo la visita del campo di concentramento di Birkenau lesse un duro discorso contro il genocidio.

## Il dibattito relativo al numero delle vittime
Nel 1990 il numero di vittime del complesso di Auschwitz riportate sulla targa commemorativa fu messo in discussione, scatenando un acceso dibattito non sopito. Il numero riportato passò da quattro milioni di vittime a 1 500 000, allineandosi con le stime degli storici moderni che propendono per un numero compreso tra 1 100 000 e 1 500 000 morti.
Principale promotore della sostituzione fu Franciszek Piper, direttore del Dipartimento di Ricerca storica del Museo di Auschwitz, che dopo un approfondito esame, stimò come errato il valore precedente. Il numero di quattro milioni traeva le sue origini da un articolo della rivista sovietica Krasnaja Zvezda dell'8 maggio 1945; l'articolo si basava sull'indagine di una commissione sovietica che aveva tenuto conto esclusivamente del rendimento massimo teorico giornaliero dei forni crematori e del loro periodo di utilizzo. L'ipotesi fu parzialmente confermata nel successivo processo di Norimberga quando Rudolf Höß, comandante del campo, testimoniò che tra il 1940 e il 1943 (il campo di Auschwitz fu operativo fino al gennaio 1945) circa tre milioni di persone erano morte nel campo.
La cifra di quattro milioni, che ebbe origine sotto la spinta dell'orrore per la scoperta dei campi di sterminio nazionalsocialisti, è stata successivamente contestata da molti storici, che pure non hanno mai trovato una stima definitiva sul numero ma che comunque oscillerebbe tra uno e due milioni di vittime. Tali studi e quelli effettuati dallo stesso Piper (che propende per 1 100 000 morti) lo convinsero a portare avanti (con successo) la sostituzione della targa commemorativa.

## Memoriale e Museo di Auschwitz-Birkenau
(Statuto del Memoriale)

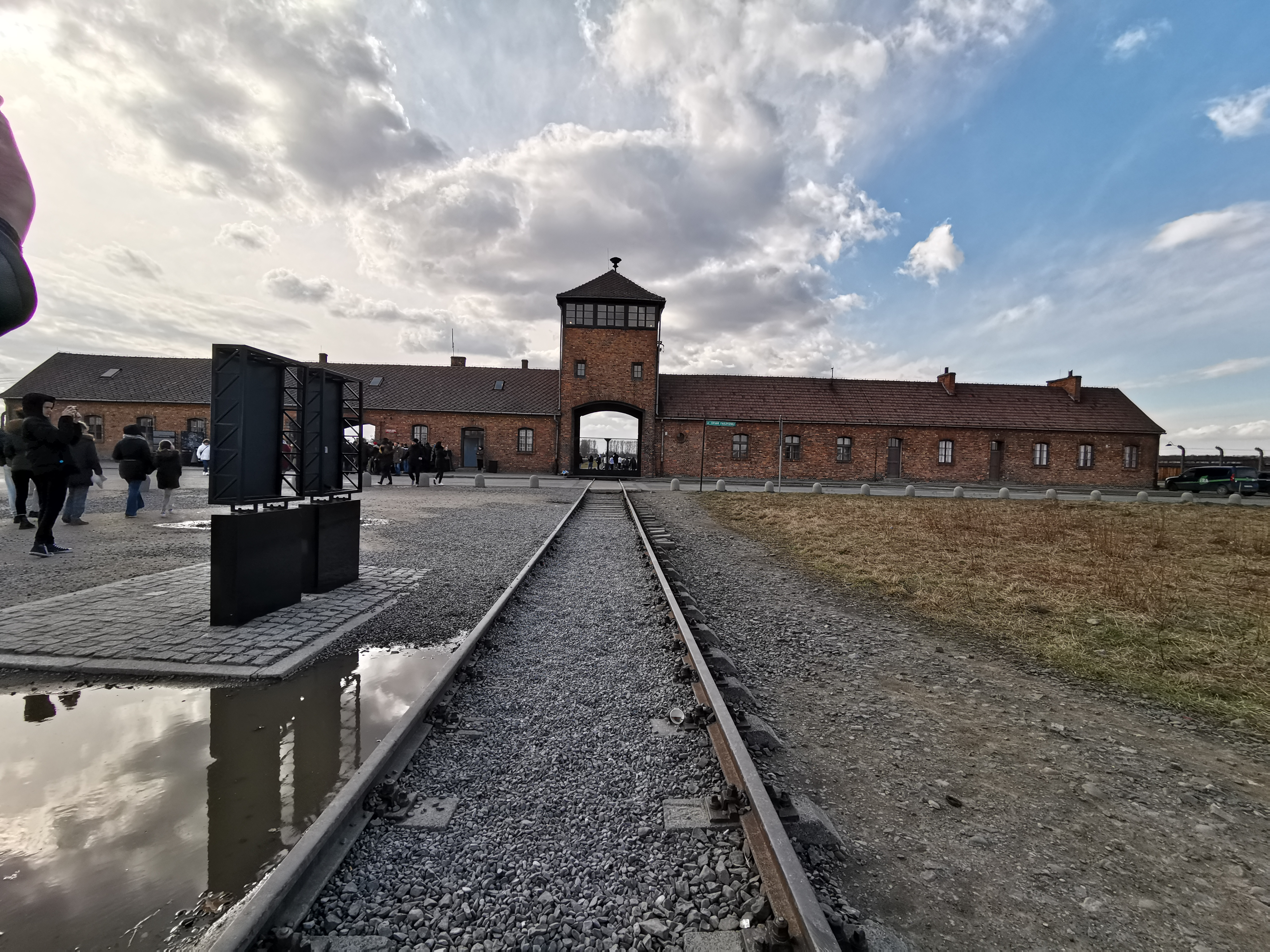
Ingresso Birkenau foto scattata l'11 marzo 2019

Realizzato nel dopoguerra il Memoriale e Museo di Auschwitz-Birkenau comprende i campi di concentramento di Auschwitz I e Auschwitz II ovvero Birkenau, ed è dedicato alla memoria delle vittime di entrambi i campi durante il periodo della Shoah. Il museo, realizzato il 2 luglio 1947, svolge diversi compiti, tra cui la ricerca sull'olocausto. L'area copre un totale 191 ettari, 171 del campo di Auschwitz II e venti del campo di Auschwitz I. Le aree dedicate al "memoriale" sono quella di Auschwitz I, quella di Auschwitz II (Birkenau) e la rampa dei treni tra Auschwitz e Birkenau utilizzata come "scalo di sosta" tra il 1942 e il 1944. Il museo invece è situato in diversi edifici originali dell'epoca della Shoah. Direttore del Memoriale e Museo, è lo storico polacco Piotr Cywiński.

## Una mostra permanente sulla Shoah a cura di Yad Vashem
Il 13 giugno 2013 al blocco 27 di Auschwitz-Birkenau, è stata aperta una mostra permanente intitolata: Shoah. La mostra è stata realizzata grazie al più importante ente museale sull'olocausto: Yad Vashem. Le basi per questa iniziativa furono messe dopo la visita fatta ai campi di concentramento e di sterminio, nel 2005 dal primo ministro israeliano Ariel Sharon. Yad Vashem ha anche curato sia la progettazione sia la realizzazione della mostra che è stata finanziata in parte dallo Stato d'Israele.

## Persone legate ad Auschwitz
- Primo Levi, scrittore italiano, imprigionato per 11 mesi ad Auschwitz, dove lavorò per la Buna-Werke. Fu liberato dall'Armata Rossa, e scrisse le sue memorie in Se questo è un uomo, La tregua e I sommersi e i salvati.
- Ondina Peteani, prima staffetta partigiana italiana, segregata ad Auschwitz e successivamente internata a Ravensbrück; si salverà riuscendo a fuggire dalla marcia della morte.
- Elie Wiesel, scrittore rumeno premio Nobel per la pace, sopravvisse a Monowitz, scrivendo anch'egli le sue memorie in un libro, La notte.
- Liana Millu, partigiana italiana di origini ebree, fu trasferita ad Auschwitz nel 1944 poi a Ravensbrück.
- Józef Cyrankiewicz, divenuto poi primo ministro della Polonia dal 1947 al 1952 e di nuovo dal 1954 al 1970. Fu inoltre presidente della Polonia tra il 1970 e il 1972.
- Anna Frank, famosa per il suo Diario, prigioniera ad Auschwitz dal settembre all'ottobre del 1944, dopodiché fu spostata al campo di concentramento di Bergen-Belsen, dove morì di tifo esantematico.
- Edith Frank-Holländer, madre di Anna Frank, deceduta nel gennaio del 1945 di inedia nell'infermeria di Birkenau.
- Imre Kertész, Premio Nobel ungherese, restò ad Auschwitz per tre giorni nell'estate del 1944, prima di essere dichiarato abile al lavoro e trasferito a Buchenwald.
- San Massimiliano Kolbe, frate francescano, imprigionato ad Auschwitz, dove si sacrificò prendendo il posto di un prigioniero condannato a morire nel bunker della fame. Morì dopo due settimane di agonia nel luglio del 1941.
- Irène Némirovsky scrittrice francese, morta ad Auschwitz il 17 agosto 1942.
- Witold Pilecki, soldato dell'Armia Krajowa, prigioniero volontario nel campo, dove organizzò la resistenza e informò gli Alleati sulle atrocità perpetrate nei campi.
- Edith Stein, conosciuta anche come Santa Teresa Benedetta della Croce, patrona dell'Europa, dei martiri e degli orfani, suora Carmelitana, teologa e filosofa. Fu prigioniera ad Auschwitz, dove morì il giorno stesso del suo arrivo al campo.
- Miklós Nyiszli (1901-1956), medico anatomo-patologo ungherese, sopravvissuto, scrisse il libro di memorie Medico ad Auschwitz – Memorie di un medico deportato
- Etty (Esther) Hillesum, olandese, deportata insieme alla sua famiglia ad Auschwitz, dove morì il 30 novembre 1943. Fu l'autrice di un intenso Diario, scritto ad Amsterdam tra il 1941 e il 1943.
- Piero Terracina, deportato e sopravvissuto ad Auschwitz, ha vissuto fino al 2019 a Roma, dove morì all’età di 91 anni. Per molti anni ha costantemente incontrato i ragazzi delle scuole di tutta Italia.
- Mario Finzi, è trasportato ad Auschwitz-Birkenau nel maggio 1944, dove secondo la testimonianza di un ebreo di Rodi, Eliakim Cordoval, che lo assiste, muore per una grave infezione intestinale il 22 febbraio 1945, a quasi un mese dalla liberazione del campo. Un'altra versione afferma che Finzi si sia suicidato gettandosi contro il filo spinato ad alta tensione del campo; sembra che abbia lasciato un messaggio ai genitori, chiedendo il loro perdono per questo gesto disperato.
- Shlomo Venezia, nato a Salonicco il 29 dicembre 1923 e morto a Roma il 1º ottobre 2012, venne arrestato con la famiglia a Salonicco nell'aprile 1944 e deportato presso il campo di sterminio di Auschwitz. Le sue memorie sono raccontate nel libro Sonderkommando Auschwitz del 2007.
- Elisa Springer, nata a Vienna nel 1918, deportata prima ad Auschwitz e poi in altri tre campi di concentramento, le sue memorie sono raccontate ne Il silenzio dei vivi. È vissuta in Italia fino alla morte, nel 2004.
- Riccardo Dalla Volta, nel 1944 venne deportato ad Auschwitz, dove trovò immediata morte.
- Nedo Fiano, nato a Firenze, fu deportato ad Auschwitz all'età di 19 anni. Sopravvissuto grazie alla conoscenza del tedesco. Ogni anno incontrava i ragazzi per raccontare la sua storia che racconta anche nel suo libro pubblicato nel 2003, "Il Coraggio di Vivere". Si è spento nel dicembre del 2020.
- Bruno Piazza, avvocato e giornalista arrestato il 13 luglio 1944 e deportato ad Auschwitz, si salvò con la liberazione da parte dell'Armata Rossa. Fece in tempo a scrivere Perché gli altri dimenticano prima di morire (nel 1946) pochi mesi dopo esser tornato a casa.
- Kazimierz Albin, nato a Cracovia il 30 agosto 1922, ex combattente e fondatore dell'Associazione per la Tutela di Oświęcim, imprigionato ad Auschwitz, riuscì a fuggire, ha scritto il libro Mandato di cattura, che narra della sua esperienza.
- Leo Zelikowski
- Vladek Spiegelman, padre del fumettista e illustratore americano Art Spiegelman. Viene catturato nel 1943, insieme alla moglie Anja, mentre tentano di attraversare illegalmente il confine ungherese (scopriranno successivamente di essere stati denunciati dagli stessi trafficanti a cui si erano rivolti). La permanenza nel campo è descritta nella graphic novel Maus.
- Sami Modiano, nato a Rodi (all'epoca possedimento italiano) fu deportato nel campo insieme alla sua famiglia, di cui fu l'unico superstite. Attualmente si dedica a far conoscere la sua esperienza nelle scuole elementari e medie di tutta Italia.
- Alma Rosé, ebrea austriaca, violinista, nipote del compositore Gustav Mahler. Fu direttore dell'unica orchestra femminile di prigioniere del campo. Rosé morì nel campo probabilmente per una intossicazione alimentare.
- Fania Fénelon, resistente francese, cantante e pianista, orchestrale per un certo tempo ad Auschwitz nell'unica orchestra femminile del campo, trasferita poi a Bergen-Belsen. Sopravvissuta, scrive la sua storia di deportata nel libro Ad Auschwitz c'era un'orchestra (Vallecchi, Firenze 2008).
- Esther Béjarano (1924-2021), immatricolata nel campo di sterminio di Auschwitz, è messa a suonare nell'orchestra femminile del Lager.
- Sofia Schafranov
- Liliana Segre (Milano, 10 settembre 1930) Il 30 gennaio 1944 venne deportata ad Auschwitz con il padre che morì il 27 aprile. Fu impiegata nel lavoro forzato presso la fabbrica di munizioni Union, che apparteneva alla Siemens, lavoro che svolse per circa un anno. Alla fine di gennaio del 1945, dopo l'evacuazione del campo, affrontò la marcia della morte verso la Germania. Venne liberata dall'Armata Rossa il primo maggio 1945 dal campo di Malchow, un sottocampo del campo di concentramento di Ravensbrück. Dal 19 gennaio 2018 è senatrice a vita della Repubblica Italiana.

## Opere teatrali
- Alma Rosè, di Claudio Tomati, con Annabella Di Costanzo e Elena Lolli, spettacolo basato sul libro della deportata Fania Fenelon: Ad Auschwitz c'era un'orchestra, storia vera di due musiciste dell'unica orchestra femminile, durante l'olocausto, ad Auschwitz-Birkenau, di cui faceva parte la stessa Fania Fenelon. L'orchestra era diretta da Alma Rosè, eccelsa violinista ebrea, nipote del compositore austriaco Gustav Mahler[12][13].

## Filmografia
- Notte e nebbia, Alain Resnais, 1955 (doc)
- Kapò, Gillo Pontecorvo, 1959
- Il diario di Anna Frank, George Stevens, 1959
- La passeggera, Andrzej Munk, 1964
- The Day the Clown Cried, Jerry Lewis, 1972
- Il portiere di notte, Liliana Cavani, 1974
- Ballata per un condannato, Daniel Mann, 1980
- La scelta di Sophie, Alan J. Pakula, 1982
- Shoah, Claude Lanzmann, 1985 (doc)
- Il coraggio di non dimenticare, Michael Lindsay-Hogg, 1986 (film per la tv)
- Arrivederci ragazzi, Louis Malle, 1987
- Ricordi di guerra, Dan Curtis, 1988 (sceneggiato tv – gli episodi in cui si parla di Auschwitz sono i numeri 1, 2, 5, 7, 8, 9, 10, 11 e 12)
- Oltre la vittoria, Roger Malcom Young, 1989
- Vita per vita - Massimiliano Kolbe, Krzysztof Zanussi, 1991
- E i violini cessarono di suonare, Alex Ramati, 1992
- Schindler's List - La lista di Schindler, Steven Spielberg, 1993
- Jona che visse nella balena. Roberto Faenza, 1993
- La settima stanza, Márta Mészáros, 1995
- La vita è bella, Roberto Benigni, 1997
- La tregua, Francesco Rosi, 1997
- Bent, Sean Mathias, 1997
- Train de vie - Un treno per vivere, Radu Mihăileanu, 1998
- L'allievo, Bryan Singer, 1998
- Gli ultimi giorni, James Moll, 1998 (doc)
- Uno specialista - Ritratto di un criminale moderno, Eyal Sivan, 1999 (doc)
- Jakob il bugiardo, Peter Kassovitz, 1999
- Paragraph 175, Sharon Wood, 2000 (doc)
- La zona grigia, Tim Blake Nelson, 2001
- Il pianista, Roman Polański, 2002
- Rosenstrasse, Margarethe von Trotta, 2003
- Volevo solo vivere, Mimmo Calopresti, 2006 (doc)
- Der letzte Zug, Joseph Vilsmaier e Dana Vávrová, 2006
- La strada di Levi, Davide Ferrario, 2006 (doc)
- Senza destino, Lajos Koltai, 2006
- Il bambino con il pigiama a righe, Mark Herman, 2008
- Un treno per Auschwitz, Bruno Capuana, 2008 (doc)
- The Reader - A voce alta, Stephen Daldry, 2008
- Mi ricordo Anna Frank, Alberto Negrin, 2009
- Vento di primavera, Roselyne Bosch, 2010
- Playng for time, Daniel Mann, Joseph Sargent, 1980 (l'unica orchestra femminile, durante l'olocausto, ad Auschwitz-Birkenau)